# Ustrzeż
Ustrzeż – dawny majątek. Tereny, na których leżał, znajdują się obecnie na Białorusi, w obwodzie witebskim,  w rejonie miorskim, w sielsowiecie Powiacie.

## Historia
W czasach zaborów folwark w gminie Leonpol, w powiecie dzisieńskim, w guberni wileńskiej Imperium Rosyjskiego.
W latach 1921–1945 majątek leżał w Polsce, w województwie wileńskim, w powiecie dziśnieńskim (od 1926 w powiecie brasławskim), w gminie Leonpol.
Według Powszechnego Spisu Ludności z 1921 roku zamieszkiwało tu 21 osób, 19 było wyznania rzymskokatolickiego a 2 prawosławnego. Jednocześnie 3 mieszkańców zadeklarowało polską a 18 białoruską przynależność narodową. Były tu 3 budynki mieszkalne. W 1931 w 6 domach zamieszkiwało 37 osób.
Wierni należeli do parafii rzymskokatolickiej w Leonpolu. Miejscowość podlegała pod Sąd Grodzki w Drui i Okręgowy w Wilnie; właściwy urząd pocztowy mieścił się w Leonpolu.
W okresie międzywojennym umiejscowiona była tu strażnica KOP „Ustrzeż”.